# مونتيزانو سالنتينو
مونتيزانو سالنتينو (بالإيطالية: Montesano Salentino)‏ هي بلدية في مقاطعة ليتشي في إقليم بوليا الإيطالي.

## السكان
في سنة 1861 بلغ عدد السكان 737 نسمة، وتطور العدد ليصل في سنة 2011 لـ 2٬677 نسمة.
يظهر هذا المخطط البياني تطور النمو السكاني لـ مونتيزانو سالنتينو